# Жужелица Мирошникова
Жужелица Мирошникова (лат. Carabus miroshnikovi) — жук из семейства жужелиц. Видовое название дано в честь академика Анатолия Ивановича Мирошникова. Представитель эндемичного для Кавказа подрода Archiplectes.

## Описание
Жук длиной 31—40 мм. Голова, переднеспинка и надкрылья тёмно-синего, фиолетового или зелёного цвета, блестящие, у самцов обычно с блеском. Нижняя сторона тела черная. Переднеспинка широкая, отчетливо суженная к основанию. Надкрылья с триплоидной скульптурой, на поверхности возвышаются продольные первичные кили, прерванные 7—10 ямками, а цельные вторичные, третичные промежутки уплощены.

## Распространение
Обитает исключительно в предгорьях северно-западного Кавказа. Западная граница ареала проходит по реке Белая, восточная — из района реки Теплая (Карачаево-Черкесия), южная граница — по нижнему течению рек Киша, Уруштен, Большая Лаба и среднему течению реки Уруп, северная граница по линии, соединяющей Каменномостский-Псебай-Курджиново-Преградная.

## Местообитания
Населяет мезофитные леса с преобладанием дуба, граба, ольхи и бука на высотах 400—1100 м над.уровнем моря. Встречается на огородах и полях вблизи лесных массивов.

## Биология
Встречается с апреля до конца августа. Пик активности в конце мая-начале июня.
Яйцекладка происходит со второй половины июня до середины июля. Личинки — в июне-июле. Имаго нового поколения появляются в местах зимовки в сентябре-октябре и зимуют под корой старых деревьев и в подстилке. Часть жуков совсем не выходит из куколочных колыбелек до весны. Хищник-полифаг, питается мелкими беспозвоночными.

## Замечания по охране
Занесена в Красную книгу России (II категория — сокращающийся в численности вид).
Охраняется в Кавказском заповеднике.